# 김수현 (1962년)
김수현(金秀顯, 1962년 7월 1일 ~ , 경북 영덕군)은 대한민국의 도시공학자이다.
노무현 정부에서 청와대 국민경제비서관·사회정책비서관과 환경부 차관을 지내고, 문재인 정부에서 대통령비서실 사회수석비서관을 거쳐 청와대 정책실장을 지냈다.

## 논란

### 공무원 비하 발언
2019년 5월 10일, 국회 의원회관에서 열린 당정청 을지로 민생현안회의에서 이인영 더불어민주당 원내대표와 방송사 마이크가 켜진 줄 모르고 나눈 대화 내용이 논란이 되었다. 이 원내대표가 먼저 "정부 관료가 말 덜 듣는 것, 이런 건 제가 다 해야…"라고 말했고, 이에 김 실장은 "그건 해주세요. 진짜 저도 2주년이 아니고 마치 4주년 같아요. 정부가"라고 답했다. 이어 이 원내대표는 "단적으로 김현미 장관 그 한 달 없는 사이에 자기들끼리 이상한 짓을 많이 해…"라고 했고, 김 실장은 "지금 버스 사태가 벌어진 것도…"라고 반응했다. 이 원내대표는 또 "잠깐만 틈을 주면 엉뚱한 짓들을 하고…"라고 발언했다. 그러다가 김수현 실장이 "이거 (녹음)될 거 같은데, 들릴 거 같은데…"라고 마이크가 켜져있는 것을 확인하고 대화를 끝냈다.

## 학력
- 경북고등학교
- 1984년: 서울대학교 도시공학 학사
- 1989년: 서울대학교 대학원 도시공학 석사
- 1996년: 서울대학교 환경대학원 도시 및 지역계획학 박사

## 경력
- 1994.04 ~ 1999.05: 한국도시연구소 연구부장
- 1999.06 ~ 2003.05: 서울시정개발연구원 연구위원
- 2001.08 ~ 2002.12: 서울시정개발연구원 도시사회연구부장
- 2003.05 ~ 2005.06: 대통령비서실 국정과제비서관
- 2005.06 ~ 2006.02: 국민경제자문회의 사무차장
- 2005.06 ~ 2006.02: 대통령비서실 국민경제비서관
- 2006.02 ~ 2007.09: 대통령비서실 사회정책비서관
- 2007.09 ~ 2008.02: 환경부 차관
- 2008.03 ~  : 세종대학교 도시부동산대학원 교수
- 2014.08 ~ 2017.02: 서울연구원 원장
- 2017.05 ~ 2018.11: 대통령비서실 사회수석비서관
- 2018.11 ~ 2019.06: 대통령비서실 정책실장
- 2018.11 ~ 2019.06: 국민경제자문회의 당연직위원

## 같이 보기
- 소득주도성장론